# Miconia chinantlana
Miconia chinantlana là một loài thực vật có hoa trong họ Mua. Loài này được (Naudin) Almeda mô tả khoa học đầu tiên năm 2005.